# Oscar Bengts
Oscar Valentin Bengts, född 16 november 1885 i Närpes, död där 9 mars 1966, var en finländsk målare. Han var bror till tillika målaren Carl Bengts.
Bengts visade i likhet med brodern redan tidigt fallenhet för måleri, men fick ingen utbildning, och var till en början sjöman och jordbrukare. På 1920-talet emigrerade han till USA, studerade vid Charles Hart Beaumans Commercial Art School i New York och började på allvar ägna sig åt konsten. Han återvände 1932 till hemlandet för att etablera sig som målare i Helsingfors. Naturmotiven är dominerande i hans produktion, men han sysslade också med porträtt. I hans landskapsmålningar är ljuset ett ledmotiv; stort intresse visade han även för vattenspeglingar och skärgårdsvyer. På äldre dagar modellerade han i lera. 